# Arbeitsgemeinschaft Europäischer Chorverbände
Die Arbeitsgemeinschaft Europäischer Chorverbände (AGEC; frz. Union des Fédérations Chorales Européennes, engl. Union of European Choral Federations) war ein Dachverband europäischer Chorverbände. Sie wurde 1956 in Straßburg gegründet und hatte ihren Sitz in Antwerpen. Ziel der Arbeitsgemeinschaft war die Koordinierung der Zusammenarbeit der Mitgliedsverbände. Die AGEC wurde von einer Generalversammlung unter dem Vorsitz eines internationalen Präsidiums geleitet. Eine Musikkommission beriet die Generalversammlung in allen musikalischen Angelegenheiten. 
Ein Projekt der AGEC war der jährlich stattfindende Eurochor. Er wurde in unterschiedlichen Ländern durchgeführt, deren jeweilige musikalische Kultur das Hauptthema der Veranstaltungen bildete. Die AGEC übernahm auch die Schirmherrschaft über weitere internationale Chorveranstaltungen, Wettbewerbe, Fortbildungskurse und Konferenzen von besonderer Bedeutung.
Die AGEC verlieh jährlich den europäischen Kompositionspreis Die Goldene Stimmgabel, mit dem zeitgenössisches Chorschaffen gefördert werden sollte. Zu den Preisträgern gehörten Krzysztof Penderecki, Henk Badings, Heinrich Poos, Jürgen Golle und Vic Nees. 
Die AGEC hatte 16 Mitgliedsverbände aus 14 europäischen Ländern (Stand: 2009), darunter den Deutschen Chorverband, den Chorverband Österreich und die Schweizerische Chorvereinigung. Sie war Mitglied der International Federation for Choral Music, des Europa Cantat und des European Music Council und Mit-Initiator des Europäischen Parlamentes Musizierender Jugend.
Im Januar 2011 fusionierte die AGEC mit „Europa Cantat – Europäische Föderation Junger Chöre“ zur European Choral Association – Europa Cantat.